# Punta del General
La Punta del General de 923 metres d'altitud està a la serra de La Llena, entre els municipis de la Pobla de Cérvoles, a la comarca de les Garrigues i d'Ulldemolins, a la comarca catalana del Priorat.
Al cim podem trobar-hi un vèrtex geodèsic (referència 258128001).
Aquest cim està inclòs al llistat dels 100 cims de la FEEC